# 俄罗斯大学列表
俄羅斯大學列表

## 莫斯科
- 莫斯科國立大學
- 俄羅斯國立醫科大學 Pirogov Russian National Research Medical University
- 俄羅斯聯邦政府財政金融大學
- 俄罗斯人民友谊大学 RUDN University
- 俄羅斯國立核研究大學
- 俄羅斯國立石油天然氣大學
- 莫斯科國立羅蒙諾索夫大學
- 莫斯科国立法律大学
- 莫斯科國立謝切諾夫第一醫科大學 Sechenov University
- 莫斯科高等藝術暨技術學院
- 莫斯科國立國際關係學院
- 莫斯科物理技術學院
- 莫斯科動力學院 Moscow Power Engineering Institute
- 莫斯科國立文化藝術大學
- 莫斯科公務管理學院
- 莫斯科國立無線電技術電子學與自動化科學技術大學 MIREA-Russian Technological University
- 莫斯科音乐学院
- 莫斯科国立经济统计信息大学
- 莫斯科國立航空大學 Moscow Aviation Institute
- 國立研究型技術大學莫斯科國立鋼鐵合金學院 National University of Science and Technology (MISiS)
- 國立高等經濟學院 HSE University
- 高爾基文學院
- 鲍曼莫斯科国立技术大学

## 聖彼得堡
- 俄羅斯國立師範大學
- 圣彼得堡国立大学
- 聖彼得堡彼得大帝理工大學
- 聖彼得堡國立科技學院
- 聖彼得堡國立礦業大學
- 圣彼得堡国立交通大学
- 聖彼得堡國立航空機具大學
- 圣彼得堡国立化学制药学院
- 聖彼得堡國立技術大學
- 聖彼得堡國立電子科技大學
- 聖彼得堡國立巴甫洛夫醫科大學
- 聖彼得堡國立信息科技機械與光學大學 ITMO University 圣光机
- 列賓美術學院
- 圣彼得堡儿科国立医科大学

## 俄罗斯欧洲部分（除莫斯科、圣彼得堡外）
- 库尔斯克国立大学
- 俄罗斯联邦政府赤塔医学院
- 卡爾梅克國立大學
- 比斯克国立师范大学（Бийский педагогический государственный университет）
- 南部联邦大学
- 羅斯托夫國立交通大學
- 南烏拉爾國立大學
- 加里寧格勒國立大學
- 斯坦金國立工業大學
- 喀山联邦大学
- 喀山國立研究工藝大學 Kazan National Research Technological University
- 沃羅涅日國立大學
- 彼爾姆國立大學
- 彼爾姆國家研究型理工大學
- 烏法國立航空技術大學
- 烏拉爾聯邦大學
- 巴什基爾國立大學
- 下諾夫哥羅德羅巴切夫斯基國立大學
- 伏爾加格勒國立技術大學

## 俄罗斯亚洲部分（远东及西伯利亚）
- 新西伯利亚国立大学 Novosibirsk State University
- 新西伯利亞國立技術大學
- 布里亞特國立大學（俄语：Бурятский государственный университет）
- 克拉斯諾亞爾斯克國立大學
- 克拉斯諾亞爾斯克國立科技大學
- 克拉斯諾亞爾斯克國立師範大學
- 西伯利亞聯邦大學
- 西伯利亞國立科技大學
- 西伯利亞國立醫科大學
- 巴尔瑙尔国立师范大学
- 阿爾泰國立教育學院
- 托木斯克理工大学
- 托木斯克国立大学
- 托木斯克國立師範大學
- 托木斯克國立建築大學
- 托木斯克國立系統控制和無線電電子技術大學
- 托木斯克軍醫學院
- 托木斯克經濟法律學院
- 东北联邦大学
- 遠東聯邦大學
- 远东国立交通大学
- 远东国立医科大学
- 遠東國立人文大學
- 太平洋国立大学
- 薩哈林國立綜合大學
- 南薩哈林斯克經濟法學與資訊學院
- 海參崴国立经济服务大学（俄语：Владивостокский государственный университет экономики и сервиса）
- 俄罗斯涅維爾斯克國立海事大學